# Sognu
«Sognu» (укр. «Мрія») — пісня Аморі Вассілі, який представляв Францію на пісенному конкурсі Євробачення 2011. Композиція отримала 82 бали та посіла 15 місце, хоча напередодні фіналу конкурсу вважалася фаворитом.
Керівники відбору на Євробачення у Франції повідомили, що Аморі було відіслано на конкурс з міркувань просування молодих виконавців, а також, що співак є їхнім найкращим вибором .